# Philodromus austerus
Philodromus austerus este o specie de păianjeni din genul Philodromus, familia Philodromidae. A fost descrisă pentru prima dată de L. Koch, 1876.
Este endemică în Queensland. Conform Catalogue of Life specia Philodromus austerus nu are subspecii cunoscute.